# 도와다정
도와다정(十和田町) 아키타현 가즈노군에 있던 정이다. 현재의 가즈노시 도와다에 해당한다.

## 역사
- 1955년 3월 1일 - 게마나이정, 니시키기촌이 신설합병해, 도와다정이 성립하였다.
- 1956년 3월 20일 - 가즈노군 고사카정의 일부를 편입하였다.
  - 9월 30일 - 가즈노군 오유정과 신설합병해, 새로운 도와다정이 되었다.
- 1972년 4월 1일 - 가즈노 군 하나와 정, 도와다 정, 오사리자와 정, 하치만타이 촌과 신설합병해, 가즈노시가 성립해, 동일 도와다정은 폐지되었다.

## 교통

### 철도
- 일본국유철도 하나와선
  - 도와다미나미역

### 도로
- 국도 제103호선
- 국도 제104호선
- 국도 제282호선